# Tijuana
Tijuana er en by i den nordvestlige del af Mexico, der er hovedstad i delstaten Baja California, og ligger på grænsen til den amerikanske stat Californien. Byen har et indbyggertal (pr. 2005) på cirka 1.286.000. Tijuana blev grundlagt i 1889 og er i dag en af Mexicos hurtigst voksende byer.[kilde mangler]